# Трауматски окидач
Трауматски окидач је психолошки стимулус који подстиче невољно присећање на претходно трауматско искуство. Сам стимулус не мора бити застрашујући или трауматичан и може бити само индиректно или површно подсећање на ранији трауматични инцидент, као што је мирис или комад одеће. Окидачи могу бити суптилни, индивидуални и тешки за предвиђање другима. Трауматски окидач се такође може назвати трауматски стимулус, трауматски стресор или подсетник на трауму.
Процес повезивања трауматског искуства са трауматским окидачем назива се трауматско повезивање (енгл. traumatic coupling). Када се траума „покрене”, невољна реакција далеко превазилази осећај нелагодности и може бити надмоћна и неконтролисана, као што је напад панике, флешбек или снажан импулс за бежањем на сигурно место. Избегавање трауматског окидача, а тиме и потенцијално екстремне реакције коју изазива, уобичајен је симптом понашања код посттрауматског стресног поремећаја (ПТСП) и посттрауматског поремећаја огорчености (ПТПО), стања које се може лечити и обично је привремено, у којем људи понекад доживљавају огромне емоционалне или физичке симптоме када их нешто подсети или „покрене” сећање на трауматски догађај. Дуготрајно избегавање окидача повећава вероватноћу да ће погођена особа развити онеспособљавајући ниво ПТСП-а. Идентификација и решавање трауматских окидача важан је део лечења ПТСП-а.
Упозорење на окидач је порука представљена публици о садржају неког медија, како би се упозорила да садржи потенцијално узнемирујући садржај. Општији термин, који није директно фокусиран на ПТСП, јесте упозорење на садржај.

## Окидачи
Окидач може бити било шта што изазива страх или узнемирујућа сећања код погођене особе, а што та особа повезује са претходним трауматским искуством. Баш као што траума није само непријатно или неповољно искуство, трауматски окидач није само нешто што чини да се особа осећа нелагодно или увређено. Неки уобичајени окидачи су:
- одређени мирис[10][12] – као што је свеже покошена трава, мирис производа за после бријања или парфем.[6] Чуло мириса, олфакција, може бити тешње повезано са трауматским подсетницима од других чулних искустава.[13]
- одређени укус[6] – као што је храна која се јела током или непосредно пре трауматског искуства
- одређени звук[10][12] – као што је хеликоптер или песма[1]
- одређена текстура[1][14]
- одређено доба дана[10][12] – на пример, залазак или излазак сунца[1]
- одређено доба године или одређени датуми – на пример, јесење време које подсећа на искуство особе током напада 11. септембра,[14] или годишњица трауматског искуства[6]
- призори[12] – (стварни, фотографије, филмови или видео снимци) на пример, оборено дрво или светлост која сија под одређеним углом[6]
- места[10] – на пример, купатило, или сва купатила[15]
- особа,[12] посебно особа која је била присутна током трауматског догађаја или подсећа на некога ко је био умешан у тај догађај у неком погледу[10]
- свађа[10]
- осећај на кожи[6] – као што је осећај ручног сата који подсећа на осећај лисица, или сексуални додир за жртве сексуалног напада[6]
- положај тела[16]
- физички бол[6][16]
- емоције – као што је осећај преплављености, рањивости или губитка контроле[1][14]
- одређена ситуација – на пример, боравак у гужви[1]

Окидач је обично личан и специфичан. Међутим, не мора бити уско повезан са стварним искуством. На пример, након Заливског рата, неки Израелци су доживели звук убрзавања мотоцикла као окидач, који су повезали са звуком сирена које су чули током рата, иако је сличност између та два звука ограничена.
Реалистичан приказ графичког насиља у визуелним медијима може изложити неке погођене особе окидачима док гледају филмове или телевизију.

## Искуства
Људи који су доживели трауму и развили трауматске окидаче могу паничити када доживе окидач, посебно ако је неочекиван. На пример, бука ватромета може изгледати неподношљиво борбеном ветерану чија је траума повезана са изненадним, гласним звуковима као окидачем.

## Упозорења на окидаче
Упозорења на окидаче, понекад названа упозорења на садржај, јесу упозорења да дело садржи писани материјал, слике или концепте који могу бити узнемирујући за неке људе. Упозорења на садржај су широко коришћена у масовним медијима без икакве везе са траумом, као што су америчке смернице за родитеље за ТВ програм, које указују да емисија садржи материјал који неке породице могу сматрати неприкладним за своју децу. Термин упозорење на окидач, са својим специфичним контекстом трауме, настао је на феминистичким веб-сајтовима који су расправљали о насиљу над женама, а затим се проширио на друге области, као што су штампани медији и универзитетски курсеви. Иако је широко признато да било који призор, звук, мирис, укус, додир, осећај или сензација може бити окидач, упозорења на окидаче се најчешће представљају на релативно уском спектру материјала, посебно на садржајима о сексуалном злостављању и менталним болестима (као што су самоубиство, поремећаји у исхрани и самоповређивање).
У случају нефикцијских књига и онлајн видео записа, само одређена поглавља или сегменти могу имати упозорења на окидаче, пружајући временске ознаке и бројеве страница који омогућавају публици да лако прескочи само одређене делове, уместо целог дела. Ово може бити теже применити у фикцијским делима, где прескакање одређених делова нарушава ток нарације.

### Контроверзе у високом образовању
Идеја о давању упозорења на садржај студентима универзитета о њиховом наставном материјалу је оспоравана и политизована. Велики део спора се врти око упозорења на садржај која се дају свим студентима о присуству опште нелагодних тема у наставном плану, као што су расизам и мизогинија. Нема значајног спора око пружања разумних прилагођавања малом броју студената (обично садашњим и бившим војним лицима и преживелима сексуалног напада) који се квалификују као особе са онеспособљавајућим нивоом посттрауматског стресног поремећаја и чија се способност учења нормалног наставног плана може побољшати, на пример, унапред напомињући да следећи задатак за читање садржи детаљан опис насилног догађаја или да ће предстојећа демонстрација балистичког клатна произвести гласне звукове.
Године 2014, Америчко удружење универзитетских професора критиковало је употребу општих упозорења на садржај у универзитетским контекстима, наводећи: „Претпоставка да студенте треба заштитити, а не изазивати у учионици, истовремено је инфантилизујућа и антиинтелектуална. Она ставља удобност као виши приоритет од интелектуалног ангажмана и... издваја политички контроверзне теме попут секса, расе, класе, капитализма и колонијализма за пажњу.” Овај став подржавају неки професори попут Ричарда Макналија, професора психологије на Харварду, и неки психијатријски лекари, као што су Метин Басоглу и Една Фоа. Они верују да упозорења на окидаче повећавају понашања избегавања код оних са ПТСП-ом, што отежава превазилажење ПТСП-а, стварају културу која смањује отпорност, и више су усмерена на политичко сигнализирање врлине, и да су „контрапродуктивна за образовни процес”.
Од објављивања извештаја Америчког удружења универзитетских професора, други професори, као што је Ангус Џонстон, подржали су упозорења на окидаче као део „звучне педагогије”. Други професори који подржавају овај став навели су да „сврха упозорења на окидаче није да наведе студенте да избегавају трауматичан садржај, већ да их припреми за њега, и у екстремним околностима да обезбеди алтернативне начине учења.”
Универзитети су заузели различите ставове о питању упозорења на окидаче. У писму добродошлице новим студентима, Универзитет у Чикагу је написао да „посвећеност колеџа академској слободи значи да не подржавамо  'упозорења на окидаче',” не отказујемо контроверзне говорнике, и не „одобравамо стварање интелектуалних 'сигурних простора' где се појединци могу повући од мисли и идеја које су у супротности са њиховим сопственим”. Студенти на УК Санта Барбара заузели су супротан став 2014. године, усвојивши необавезујућу резолуцију у прилог обавезним упозорењима на окидаче за предмете који би могли садржати потенцијално узнемирујући материјал. Професори су охрабрени да обавесте студенте о таквом материјалу и омогуће им да прескоче часове који би их могли учинити нелагодним.

### Ограничена вредност за општу употребу
Иако је тема изазвала политичку контроверзу, истраживања сугеришу да упозорења на окидаче нису ни штетна ни посебно корисна. Међу људима без трауматских искустава, „упозорења на окидаче нису утицала на анксиозне реакције на потенцијално узнемирујући материјал уопште”. Штавише, студије се не слажу око тога да ли упозорења на окидаче изазивају пролазна повећања анксиозности код оних без трауматских искустава. За учеснике који су самостално пријавили дијагнозу посттрауматског стресног поремећаја (ПТСП), или за учеснике који су се квалификовали за вероватан ПТСП, упозорења на окидаче су имала мали статистички значајан ефекат. Величине ефеката на осећања избегавања, смањену отпорност или друге негативне исходе биле су „тривијалне” у контролисаним истраживачким окружењима.
Док су упозорења на окидаче изазвала значајну дебату, мало студија је истраживало како студенти обично реагују на потенцијално покретачки материјал. У студији из 2021. године, 355 студената основних студија са четири универзитета читало је одломак који описује инциденте физичког и сексуалног напада. Мерена су дугорочна мерења субјективног стреса, симптома ПТСП-а и емоционалне реактивности. Више од 96% учесника је прочитало покретачки одломак чак и када им је понуђена алтернатива која не покреће. Од оних који су прочитали покретачки одломак, они са покретачким траумама нису пријавили више стреса, иако су они са вишим оценама ПТСП-а пријавили. Две недеље касније, они са покретачким траумама и/или ПТСП-ом нису пријавили повећање симптома трауме као резултат читања покретачког одломка. Штавише, студенти са релевантним траумама не избегавају покретачки материјал, а чини се да су ефекти кратки. Такође, студенти са ПТСП-ом не пријављују погоршање симптома две недеље касније као функцију читања одломка.

## Историја
Трауматски окидачи су препознати од стране медицинских стручњака још од 19. века.